# Фиалка абиссинская
Фиа́лка абиссинская (лат. Viola abyssinica) — вид двудольных растений рода Фиалка (Viola) семейства Фиалковые (Violaceae).

## Ботаническое описание
Невысокое, многолетнее травянистое растение с длинными, тонкими ветвящимися стеблями.
Листья длиной около 1½-4 см и шириной 1¼-3⅓ см, поочередно расположенные вдоль стеблей, овальной формы, с сердцевидной ножкой, зубчатые по краям, с нижней стороны опушённые. Черешок длиной ½-3½ см, который несет у основания два листовых стебля длиной ⅜-1¼ см, глубоко надрезанных в нижней половине.
Цветки расположены на длинных, тонких цветоножках длиной 3-7 см, в верхней половине несут пару узких треугольных прицветников длиной 2-5 мм. Чашелистики зеленые, узкие, 5-7 мм длиной, без базального придатка. Верхние и боковые лепестки 7-9 мм длиной, беловатого, бледно-лилового или бледно-голубого цвета. Нижний лепесток на 5-7 мм короче остальных четырёх, отмечен тёмно-пурпурными полосками и имеет тупой шпорец длиной 2-3 мм. Тычинки примерно на ⅓× длиннее боковых лепестков, оранжевого или золотисто-коричневого цвета. Плод — маленькая, желтоватая и гладкая коробочка длиной 4-6 мм, состоящая из трёх частей, которая при созревании раскрывается, выдавливая семена длиной 1-2 мм с такой силой, что они разлетаются. Семена имеют прозрачную, губчатую элайосому. В Замбии растения цветут с октября по март.

## Распространение и среда обитания
Произрастает на влажных лугах, лесных полянах и опушках. Растение встречается в естественной среде от Эфиопии до Южной Африки, также можно встретить в юго-восточной Нигерии, южном Камеруне, на острове Биоко и на Мадагаскаре. Встречается на высоте от 1200 до 3400 метров.
Гусеницы бабочек Issoria, к примеру Issoria smaragdifera и Issoria hanningtoni, питаются листьями Фиалки абиссинской. Распространению семян способствуют муравьи, которые используют в пищу элайсому из семян, и относят семена на свалку своих отходов, где впоследствии и прорастают новые растения.

## Применение
В Эфиопии листья Viola abyssinica измельчают и отжимают для получения сока, который наносят на кожу, что способствует её смягчению. На Мадагаскаре в традиционной медицине растение используют в качестве противоядия и для стимулирования рвоты. На восточной границе Конго его растирают с другими травами в масле для получения масла для массажа. Из этого вида было выделено несколько уникальных циклотидов, которые обладают цитотоксическими свойствами и могут быть использованы при разработке будущих лекарств.